# 巴斯里弗鎮區 (新澤西州)
巴斯里弗鎮區（英語：Bass River Township）是位於美國新澤西州伯靈頓縣的一個鎮區。

## 地方資料
巴斯里弗鎮區的面積為203.09平方千米，當中陸地面積為194.57平方千米，而水域面積為8.52平方千米。根據2020年美國人口普查的數據，當地共有人口1355人，而人口密度為每平方千米6.67人。